# Lycodes sadoensis
Lycodes sadoensis és una espècie de peix de la família dels zoàrcids i de l'ordre dels perciformes.

## Hàbitat
És un peix marí i de clima temperat que viu fins als 235 m de fondària.

## Distribució geogràfica
Es troba al Mar del Japó.

## Observacions
És inofensiu per als humans.